# Musarañas
Musarañas és una pel·lícula de suspens dirigida per Esteban Roel i Juanfer Andrés i protagonitzada per Macarena Gómez, Nadia de Santiago, Luis Tosar i Hugo Silva, el rodatge del qual va tenir lloc a Madrid des del 18 de desembre de 2013. La pel·lícula està produïda per Álex de la Iglesia amb la seva productora Pokeepsie Films, en coproducció amb la productora Nadie es perfecto.

## Trama
Musarañas se situa a l'Espanya dels anys 50. Montserrat (Macarena Gómez) ja no és jove, ha perdut la seva joventut cuidant de la seva germana petita, tancades en un sinistre pis del centre de Madrid. La seva mare va morir en el part de la petita Nia (Nadia de Santiago), i el pare (Luis Tosar) no va poder suportar-lo. Va fugir covardament deixant-les soles. Obligada a ser pare, mare i germana major, Montserrat s'amaga de la vida, entre quatre parets, alimentant un temperament obsessiu i desequilibrat: pateix d'agorafòbia, i no pot fer un pas fora de casa. Ella no entén el que li succeeix, i el sofriment que aquesta estranya malaltia li genera l'obliga a refugiar-se en un món de Parenostres i Avemaries. Montserrat treballa de costurera i l'única baula que la uneix amb la realitat és Nia, una nena que està deixant de ser-ho. Un dia, aquesta cadena es trenca: Carlos (Hugo Silva) un veí jove i irresponsable, té la desgràcia de caure's per l'escales, buscant ajuda en l'única porta a la qual ha estat capaç d'arrossegar-se. Montserrat li recull. Algú ha entrat en el cau de les musaranyes... Pot ser que no torni a sortir.
inicia amb aquesta pel·lícula un suport a nous talents que gaudeixin amb el gènere fantàstic, el suspens, el terror i una manera diferent de comptar les coses.

## Repartiment
Els personatges estan ordenats en ordre de protagonisme:
- Macarena Gómez com Montse.
- Nadia de Santiago com Nia.
- Hugo Silva com Carlos.
- Luis Tosar com el pare de Montse i Nia.
- Gracia Olayo com Doña Puri.
- Lucía de la Fuente com Montse (Nena).
- Carolina Bang com Elisa, la promesa de Carlos.
- Silvia Alonso com a neboda de Donya Puri.
- Asier Etxeandía com Jaime (col·laboració especial)

## Recepció
La pel·lícula va obtenir crítiques generalment positives. Així, Jonathan Holland, de The Hollywood Reporter la va qualificar com una entretinguda encara que poc subtil pel·lícula de terror, amb una interpretació principal de Macarena Gómez deliciosament exagerada. Per part seva, Jordi Costa, de El País va dir d'ella que se li poden retreure a Musaranyes alguns subratllats i passos en fals, però és un debut enèrgic, capaç de modular amb bon pols l'escalada cap als seus excessos finals. Menys convençut es va mostrar Daniel Lobato d'eCartelera, qui va escriure: Explicar els motius que fan de Musaranyes una proposta fallida seria entrar en spoilers, (...) pel que em limitaré a comentar que el pacte de versemblança existent entre el públic i els autors (...) es trenca irremeiablement quan apunta el perill.

## Reconeixements i premis
Musaranyes va formar part de la secció oficial de llargmetratges a concurs del Festival de Sitges de 2014. També va ser candidata a 3 Premis Goya, incloent Millor Actriu Principal per a Macarena Gómez i Millor Direcció Novella. I a les Medalles del Cercle d'Escriptors Cinematogràfics de 2014 va guanyar el de millor direcció novell i fou candidata a la millor actriu.
El 2015, va rebre els XXIV Premis Turia el guardó a la Millor Actriu per a Macarena Gómez. Per contra, també va rebre el premi YoGa al pitjor director de 2015.